# Capromeryx
Capromeryx è un genere estinto di antilocapridi che visse in America del nord nel Pleistocene.
Le varie specie di Capromeryx scoperte sono più o meno tutte simili, eccezion fatta per le dimensioni. I loro fossili sono stati trovati in California, Nebraska, Kansas, Texas, Arizona, Nuovo Messico, Sonora, Baja California e nel Messico fino alle porte di Città del Messico. La specie Capromeryx minor è stata scoperta nelle pozze di catrame di Rancho La Brea, in California, dove visse nel Pleistocene. Era alta circa 60 cm al garrese e pesava una decina di kilogrammi. Non è chiaro se solo i maschi fossero dotati di corna o se entrambi i sessi le avessero.
Le corna consistono in due rami aventi un'origine comune e divergenti di circa 45°, con un ramo diretto verso l'esterno ed uno verso l'interno.